# Club Deportivo Numancia de Soria 2014-2015

## Rosa
| N. |                      | Ruolo | Calciatore        |
| -- | -------------------- | ----- | ----------------- |
| 1  | Spagna (bandiera)    | P     | Biel Ribas        |
| 2  | Francia (bandiera)   | D     | Mickaël Gaffoor   |
| 3  | Spagna (bandiera)    | D     | Adrián Ripa       |
| 4  | Spagna (bandiera)    | C     | Marc Pedraza      |
| 5  | Spagna (bandiera)    | D     | Francisco Regalón |
| 6  | Spagna (bandiera)    | D     | Iñigo Pérez       |
| 10 | Venezuela (bandiera) | C     | Julio Álvarez     |
| 11 | Spagna (bandiera)    | A     | Javier Del Pino   |
| 13 | Spagna (bandiera)    | P     | Munir             |

| N. |                            | Ruolo | Calciatore      |
| -- | -------------------------- | ----- | --------------- |
| 14 | Spagna (bandiera)          | C     | Gerrit Stoeten  |
| 16 | Spagna (bandiera)          | D     | Juanma          |
| 18 | Spagna (bandiera)          | C     | Vicente         |
| 19 | Spagna (bandiera)          | A     | Natalio         |
| 20 | Spagna (bandiera)          | C     | Antonio Tomás   |
| 21 | Tunisia (bandiera)         | C     | Kader           |
| 23 | Spagna (bandiera)          | A     | Sergi Enrich    |
| 29 | Spagna (bandiera)          | C     | Luis Valcarce   |
| 33 | Rep. Dominicana (bandiera) | C     | Edipo Rodríguez |